# ایکی قالا
ایکی قالا یا دو قلعه، یکی از کوی‌های محله سنجران در تبریز است. این کوی در وسط دو کوی و خیابان معروف شهر واقع شده است. حدود غرب آن خیابان فلسطین (ملل متحد سابق) و بخش شرقی میدان کلکته‌چی و محله راسته کوچه و خیابان استاد مطهری است؛ ولی بیشترین رفت‌وآمد به کوی ایکی قالا از خیابان ملل متحد است که چندین کوچهٔ پیچ و خمدار مجموعهٔ این کوی را تشکیل می‌دهند.

## وجه تسمیه
هدف از گذاشتن نام ایکی قالا (دو قلعه) به این کوی چنین است که درب یا دروازه اسلامبول (استانبول قاپوسی) در شمال آن و درب یا دروازه گجیل (گجیل قاپوسی) در جنوب کوی قرار گرفته است؛ بنابراین به علت واقع شدن در بین دو دروازه که به شکل دو قلعه بوده است به این نام مشهور شده است.
در این کوی در حال حاضر تعدادی «مشت مالچی» یا «بند چی» ساکن هستند که به نوعی طب سنتی اشتغال دارند. کوچه‌ای نیز به نام «سازاندالار» وجود داشت که تعدادی هنرمند بومی و محلی در آن کوچه ساکن بوده به هنگام عروسی‌ها در منازل شهر از وجود این هنرمندان محلی استفاده می‌شد. در قدیم محلهٔ میارمیار را «قالا قاپوسی» (درب قلعه) هم می‌گفتند و قلعهٔ ارمنستان نیز بسیار معروف بوده است.